# ناتنهایم
ناتنهایم (به آلمانی: Nattenheim) یک شهر در آلمان است که در بیتبورگ-پروم واقع شده‌است.